# Bergfestungen von Rajasthan
Bergfestungen von Rajasthan ist eine von der UNESCO gelistete Stätte des Weltkulturerbes im Nordwesten Indiens. Die serielle Welterbestätte umfasst sechs Bergfestungen in dem Bundesstaat Rajasthan.

## Geschichtlicher Hintergrund
Seit altersher hat es in Rajasthan Bergfestungen aus Lehm gegeben. In der Zeit des Vordringens des Islam in den Nordwesten Indiens (11. Jahrhundert) erwiesen sich diese jedoch gegenüber der besseren Militärtechnik der islamischen Heere als nutzlos. Zwar gab es in Rajasthan genug Steine, sie fanden jedoch bis dahin nahezu ausschließlich beim Bau von Tempeln Verwendung. Nunmehr wurden auch zinnenbekrönte Festungen aus Stein errichtet, die sich an Vorbildern in Persien und Afghanistan orientierten. Später gab es wechselseitige Beeinflussungen zwischen der rajputischen Architektur und der des Sultanats von Delhi bzw. der  des Mogulreichs.

## Architektur
Abgesehen von ihrer historisch-kulturellen Bedeutung gewähren die Forts Einblicke in die grundlegenden Strukturen nordindischer Festungs- und Palastarchitektur mit ihren Wehrmauern, Torbauten, Wasserreservoirs, Tempeln, Pferde- oder Elefantenställen, Siegestürmen, Audienzhallen, Höfen etc. Oft bestanden die Festungsmauern in ihrem Kern aus Bruchsteinen und waren im Äußern mit rötlichen oder gelblichen Sandsteinblöcken verkleidet. In ihrem Kern wurden Mauern der Palastbauten oft aus Ziegelsteinen errichtet, die dann mit Sandstein- oder Marmorplatten oder aber mit Stuck verkleidet wurden.

## Festungen
Die Welterbestätte umfasst die im Folgenden aufgelisteten sechs Festungen.  Die einzelnen Festungen haben insgesamt einen Schutzbereich von 736 Hektar und sind jeweils von Pufferzonen umgeben, die insgesamt eine Fläche von 3460 ha haben.
| Nr. | Bezeichnung      | Standort                        | Schutzbereich | Pufferzone | Bild |
| --- | ---------------- | ------------------------------- | ------------- | ---------- | ---- |
| 001 | Chittorgarh-Fort |                                 | 305 ha        | 440 ha     |      |
| 002 | Kumbhalgarh-Fort | Distrikt Rajsamand              | 268 ha        | 1339 ha    |      |
| 003 | Ranthambhor-Fort | Distrikt Sawai Madhopur         | 102 ha        | 372 ha     |      |
| 004 | Gagron-Fort      |                                 | 23 ha         | 722 ha     |      |
| 005 | Amber-Fort       | Amber (Jaipur) (Geokoordinaten) | 30 ha         | 498 ha     |      |
| 006 | Jaisalmer-Fort   |                                 | 8 ha          | 89 ha      |      |